# Funkhaus München
Das Funkhaus München (auch: Riemerschmid-Bau) ist das erste ausschließlich für den Rundfunk gebaute Gebäude in Deutschland. Es wurde 1928–1929 vom Architekten Richard Riemerschmid errichtet. Heute wird das nach Teilzerstörung im Zweiten Weltkrieg umgestaltete Gebäude immer noch vom Bayerischen Rundfunk für Rundfunkzwecke genutzt. Die heutige Adresse ist Rundfunkplatz 1.

## Geschichte
Im Jahr 1927 gewann Richard Riemerschmid einen beschränkten Architekturwettbewerb für ein Funkhaus in München.
Dort arbeitete die Deutsche Stunde in Bayern provisorisch ab 1924 in Räumen des Verkehrsministeriums unweit des später ausgeführten Funkhauses von Riemerschmid. Im Jahr 1929 zog der Sender in den Riemerschmid-Bau um, der bis heute vom Bayerischen Rundfunk genutzt wird. Allerdings ist das Gebäude durch Kriegsschäden und damit verbundene Nachkriegssanierungen stark verändert. So sind die ursprünglichen Sendesäle und Aufnahmeräume nicht erhalten geblieben.
Das Rundfunkhaus in München war vor den Zerstörungen ein dreigeschossiger Bau an der Ecke Marsstraße/Hopfenstraße. Der vordere Teil war für Verwaltung und Proberäume bestimmt. Daran angeschlossen war der Sendebau, der von der Straße weg hinter dem Verwaltungstrakt im Hof angelegt wurde. Hier befanden sich die drei Hauptsenderäume. Der südliche der beiden Höfe wurde, da er besser vom Straßenlärm isoliert war, auch für Außenaufnahmen verwendet. Die drei Säle waren wie folgt gegliedert: Ein großer für Musikaufnahmen und „Sprechszenen“ mit großem Personenaufwand, ein mittlerer für Kammermusik und ein kleiner für „Sprechvorträge“. Die Decke im größten Raum konnte, je nach Bedarf, schallisolierend oder schallabsorbierend eingestellt werden. Vorhänge konnten ebenfalls durch Öffnen oder Schließen eine leichte Veränderung der Schallabsorption bewirken. Selbst der größte Sendesaal war nicht für Publikum zugelassen, deswegen gab es keine Schallabsorption durch die Stoffe der Kleidung der Zuschauer. Empfindliche Aufnahmegeräte sowie der Umstand, dass nicht nur Musik, sondern auch Sprache in diesem Raum aufgenommen werden sollte, führten dazu, dass man den Nachhall deutlicher begrenzte, als es normalerweise bei einem Raum dieser Größe für Musik der Fall war. Die akustischen Berechnungen in München wurden vom Ingenieur H. Reiher ausgeführt. Er nahm unter anderem Tests an Querschnittsmodellen vor.
Das Gebäude wurde 1945/46 erstmals umgebaut und wiederhergestellt. Ab dem 31. Mai 1945 konnte das Gebäude wieder provisorisch für den Radiobetrieb genutzt werden. Es ist heute denkmalgeschützt (D-1-62-000-6027). 1977–1979 wurde das Gebäude erneut umgebaut und aufgestockt.